# Besos robados
 (срп. Украдени пољупци) венецуеланско-перуанска је теленовела, продукцијске куће Веневисион, снимана 2004.

## Синопсис
Алехандро Помар је озбиљан, учтив и скроман професор чији се живот из корена мења када добије посао у школи за даме „Арс Вива“. Тамо мора да се суочи са резредом бунтовних тинејџерки које мисле само на игру и забаву, а предводи их дрска и симпатична Палома. Док њене лудости избацују из такта све професоре, непосредност и љупкост обезбеђују јој и симпатије. Као дванаестогодишњакиња, девојчица остала је без родитеља, па јој је тетка Фернанда која се стара о њој, али и о породичном богатсву, она јој је од детињиства испуњавала све хирове. Иако рат професора и ученице лагано прераста у љубав, Алехандру етика и морал не дозвољавају ни да помисли на везу са Паломом, која чини све да га освоји.
Када замоли Паломину тетку да му помогне у сузбијању Паломиног бунтовништва, изненађује се, јер Фернанда има све особине које треба да има жена из његових снова. Свесна да јој тетка представља ривалку у борби за љубав вољеног мушкарца, Палома је моли да са њом не говори као са сестричином, већ искључиво као са женом која осећа воли и пати. Са друге стране, Фернанда је убеђена да Алехандро воли само њу, а да је Паломина опсесија њиме само пролазни тинејџерски хир, па због тога не придаје томе велику важност. Међутим, брзо ће се уверити да један украдени пољубац вреди много више од речи, те да се њена сестричина не шали када каже да воли згодног професора.

## Улоге
| Глумац:             | Улога              |
| ------------------- | ------------------ |
| Стефани Кајо        | Палома Велакочеа   |
| Хуан Карлос Гарсија | Алехандро Помар    |
| Вероника Шнејдер    | Фернанда Велакочеа |
| Вилијам Бел Тајлор  | Орландо Суарез     |
| Хулијан Легаспи     | Самуел Ланг        |
| Едуардо Линарес     | Ромуло Велакочеа   |
| Исабел Дувал        | Тереза Помар       |
| Јанет Мурански      | директорка Кармен  |
| Кармела Медина      | Грасијела Грасе    |
| Трилсе Саверо       | Беатриз            |
| Тати Алкантара      | Сандра Луна        |
| Ханисе Мадуењо      | Дијана             |
| Кати Салазар        | Катја              |
| Данијела Гомез      | Крис               |
| Мелиса Валенсија    | Тати               |
| Алесандра Денегри   | Роси               |
| Клаудија Бернизон   | Чарито             |
| Хосе Камподонико    | Раул               |
| Рамиро Дибос        | Бето               |
| Израел Малдонадо    | Марк               |
| Себастијан Силва    | Чиболин            |
| Гонзало Силва       | Гарсгорс           |